# Joan de Cabanas (écrivain auvergnat)
Pour l’article homonyme, voir Joan de Cabanas.
Joan de Cabanas (né Jean-Marie Bonhomme à Aurillac le 29 juin 1908 et mort à Aurillac le 11 avril 1991) était un poète auvergnat, auteur d'œuvres en occitan aurillacois et en français.

## Œuvres
- Tròbas en Carlades, Fé frança familha, 1976, Aurillac
- Mestierals d'Auvernha [Métiers d'Auvergne], . Poèmes de dialecte occitan caraldézien. Avant-propos de Maurice Delort de Vic-en-Carladez, 1974, Aurillac, Éditions Gerbert.
- L'Olt, terra mervilhosa. [Le Lot, terre de merveilles], poème en langue d'Oc. Concours des Jeux floraux du Quercy. 1986, Aurillac.
- Al cor del païs verd, [Au cœur du Pays vert. Re] (1990), Aurillac, Éditions Gerbert.

## Pour approfondir